# محمدآباد (گالیکش)
محمدآباد، روستایی است از توابع بخش گالیکش شهرستان مینودشت در استان گلستان ایران.

## جمعیت
این روستا در دهستان ینقاق قرار داشته و بر اساس سرشماری سال ۱۳۸۵ جمعیت آن ۶۰۵ نفر (۱۴۴ خانوار)
بوده‌است.